# Водогінна вулиця (Київ)
Водогі́нна ву́лиця — вулиця в Голосіївському районі міста Києва, місцевість Деміївка. Пролягає від Козацької вулиці до вулиці Михайла Стельмаха.

## Історія
Вулиця виникла у першій половині XX століття під назвою 454-а Нова. Сучасна назва — з 1944 року. До 1979 року пролягала до Криворізької вулиці, скорочена у зв'язку із реконструкцією Деміївської вулиці.